# Confederazione del Senegambia
La Confederazione del Senegambia fu una confederazione che unì gli Stati africani del Senegal e del Gambia.
La confederazione nacque il 1º febbraio 1982 dopo che i due paesi ebbero stipulato un accordo il 12 dicembre 1981. L'obiettivo della confederazione era quello di promuovere la cooperazione fra i due stati.
La Confederazione del Senegambia venne dissolta dal Senegal il 30 settembre 1989, dopo che il Gambia aveva espresso la sua contrarietà a proseguire lungo il cammino di una maggiore integrazione.

## Storia
I tentativi di unione tra Senegal e Gambia risalgono al 1700 quando Francia e Gran Bretagna iniziarono a lottare per il controllo dell'area, importantissimo snodo commerciale nei traffici tra Europa e Stati Uniti e luogo di partenza di numerose navi negriere dirette verso il Nuovo Mondo.
Nel 1758 la Gran Bretagna riuscì a prendere possesso di tutte le principali basi francesi e formò la colonia della Corona del Senegambia ma nel 1779 i francesi ripresero possesso di Saint-Louis distruggendo molti insediamenti britannici nel Gambia.
Il trattato di Versailles del 1783 (firmato assieme al trattato di Parigi che poneva ufficialmente fine alla rivoluzione americana) definì l'attuale sistemazione della zona: Saint-Louis, l'isola di Gorée e la regione del fiume Senegal vennero assegnati alla Francia mentre il Gambia andò alla Gran Bretagna.

## Il problema dei confini
Questo assetto creerà, al momento dell'indipendenza (che per il Senegal arriverà nel 1960 mentre per il Gambia nel 1965), numerosi problemi ad entrambi i Paesi: era infatti arduo mantenere separate due entità caratterizzate da forti legami etnici e culturali.

## La nascita della Confederazione
Le reciproche influenze inizieranno a manifestarsi ben presto. Nel 1981, un tentativo di colpo di Stato ordito ai danni del presidente gambiano Dawda Jawara venne scongiurato grazie all'intervento delle truppe di Dakar.
Dal punto di vista economico i due Paesi perseguirono politiche diverse. Il governo senegalese scelse di applicare un regime preferenziale alle importazioni francesi, penalizzando al contempo con alti dazi le merci provenienti da altri Paesi. Al contrario il Gambia optò per un livello molto basso di barriere commerciali e ciò causò la nascita d'un imponente mercato nero nella zona di confine fra i due Stati.
Il Senegal, inoltre, istituì un sistema di pagamento dilazionato per i produttori di noccioline: gli agricoltori ricevevano in cambio della loro merce un buono che veniva convertito in denaro solo dopo tre mesi. I contadini iniziarono dunque a vendere i loro prodotti al mercato di Banjul, dove venivano pagati in contanti.

## La fine della Confederazione
La nascita del Senegambia fu dunque una soluzione pragmatica per cercare di risolvere i problemi tra i due Stati tenendo conto degli interessi di ciascuno. Negli anni '60 Senegal e Gambia commissionarono alle Nazioni Unite uno studio sui vantaggi di un'eventuale confederazione. Ma fu il già citato tentativo di golpe del 1981 a fornire la spinta necessaria per procedere all'unione.
Il progetto, voluto fortemente dalle élite gambiane e senegalesi, non era particolarmente apprezzato dall'opinione pubblica. Il Senegambia, inoltre, era nato per scongiurare che l'instabilità politica dell'uno potesse influenzare l'altro. Quando il ricordo del tentato golpe iniziò ad offuscarsi venne anche meno la spinta alla prosecuzione della confederazione: il 23 agosto 1989 il presidente senegalese Diouf decise di porvi fine.